# Liga Mistrzów UEFA (2025/2026)/Faza kwalifikacyjna
Ten artykuł dotyczy trwającego lub niedawnego wydarzenia sportowego. Informacje w nim zamieszczone mogą się zmienić lub zdezaktualizować wraz z postępem zdarzenia. Początkowe doniesienia, wyniki lub statystyki mogą być niepewne. Ostatnie aktualizacje do tego artykułu mogą nie odzwierciedlać najbardziej aktualnych informacji.
Artykuł prezentuje szczegółowe dane dotyczące rozegranych meczów które miały na celu wyłonienie 7 drużyn piłkarskich, które wezmą udział w fazie ligowej Ligi Mistrzów UEFA 2024/2025. Faza kwalifikacyjna trwała od 8 lipca do 27 sierpnia 2025.

## Terminarz
| Faza         | Runda                         | Data losowania  | Pierwszy mecz       | Drugi mecz          |
| ------------ | ----------------------------- | --------------- | ------------------- | ------------------- |
| Kwalifikacje | Pierwsza runda kwalifikacyjna | 17 czerwca 2025 | 8–9 lipca 2025      | 15–16 lipca 2025    |
| Kwalifikacje | Druga runda kwalifikacyjna    | 18 czerwca 2025 | 22–23 lipca 2025    | 29–30 lipca 2025    |
| Kwalifikacje | Trzecia runda kwalifikacyjna  | 21 lipca 2025   | 5–6 sierpnia 2025   | 12–13 sierpnia 2025 |
| Play-off     | Play-off                      | 4 sierpnia 2025 | 19–20 sierpnia 2025 | 26–27 sierpnia 2025 |

## I runda kwalifikacyjna
Do startu w I rundzie kwalifikacyjnej uprawnionych było 28 drużyn, z czego 14 było rozstawionych. Drużyny, które przegrały w tej rundzie, otrzymały prawo gry w II rundzie kwalifikacyjnej Ligi Konferencji UEFA.

### Podział na koszyki
| Grupa 1                | Grupa 1 |
| ---------------------- | ------- |
| Drużyny rozstawione    |         |
| Drużyna                | Wsp.    |
| Malmö FF               | 14.500  |
| Žalgiris Wilno         | 12.000  |
| FK RFS                 | 11.000  |
| KuPS Kuopio            | 10.000  |
| The New Saints F.C.    | 9.000   |
| Drużyny nierozstawione |         |
| Drużyna                | Wsp.    |
| Szkendija Tetowo       | 7.500   |
| Levadia Tallinn        | 6.500   |
| Ħamrun Spartans        | 6.000   |
| Milsami Orgiejów       | 5.500   |
| Iberia 1999            | 4.500   |

| Grupa 2                | Grupa 2 |
| ---------------------- | ------- |
| Drużyny rozstawione    |         |
| Drużyna                | Wsp.    |
| FCSB                   | 22.500  |
| Lincoln Red Imps       | 10.000  |
| Drita Gnjilane         | 9.000   |
| Breiðablik             | 9.000   |
| Linfield F.C.          | 8.500   |
| Drużyny nierozstawione |         |
| Drużyna                | Wsp.    |
| Inter Club d’Escaldes  | 7.500   |
| FC Differdange 03      | 5.000   |
| Víkingur Gøta          | 4.000   |
| Shelbourne F.C.        | 2.993   |
| Egnatia Rrogozhinë     | 2.500   |

| Grupa 3                | Grupa 3 |
| ---------------------- | ------- |
| Drużyny rozstawione    |         |
| Drużyna                | Wsp.    |
| Łudogorec Razgrad      | 24.000  |
| Olimpija Lublana       | 17.375  |
| Zrinjski Mostar        | 10.000  |
| FK Budućnost Podgorica | 8.000   |
| Drużyny nierozstawione |         |
| Drużyna                | Wsp.    |
| Dynama Mińsk           | 6.000   |
| Kajrat Ałmaty          | 5.500   |
| Noah Erywań            | 5.000   |
| AC Virtus              | 1.500   |

### Pary I rundy kwalifikacyjnej
| Drużyna 1           | Wynik dwumeczu | Drużyna 2             | Pierwszy mecz | Drugi mecz  |
| ------------------- | -------------- | --------------------- | ------------- | ----------- |
| Žalgiris Wilno      | 2:2 (10:11 k.) | Ħamrun Spartans       | 2:0           | 0:2 (dogr.) |
| KuPS Kuopio         | 1:0            | Milsami Orgiejów      | 1:0           | 0:0         |
| The New Saints F.C. | 1:2            | Szkendija Tetowo      | 0:0           | 1:2 (dogr.) |
| Iberia 1999         | 2:6            | Malmö FF              | 1:3           | 1:3         |
| Levadia Tallinn     | 0:2            | FK RFS                | 0:1           | 0:1         |
| Drita Gnjilane      | 4:2            | FC Differdange 03     | 1:0           | 3:2         |
| Víkingur Gøta       | 2:4            | Lincoln Red Imps      | 2:3           | 0:1         |
| Egnatia Rrogozhinë  | 1:5            | Breiðablik            | 1:0           | 0:5         |
| Shelbourne FC       | 2:1            | Linfield F.C.         | 1:0           | 1:1         |
| FCSB                | 4:3            | Inter Club d’Escaldes | 3:1           | 1:2         |
| AC Virtus           | 1:4            | Zrinjski Mostar       | 0:2           | 1:2         |
| Olimpija Lublana    | 1:3            | Kajrat Ałmaty         | 1:1           | 0:2         |
| Noah Erywań         | 3:2            | Budućnost Podgorica   | 1:0           | 2:2         |
| Łudogorec Razgrad   | 3:2            | Dynama Mińsk          | 1:0           | 2:2 (dogr.) |

### Pierwsze mecze
| 19 lipca 2025 | Žalgiris Wilno        | 2:0   | Ħamrun Spartans |                                                       |
| 18:00 CEST    | Antal 59' · Hadji 85' | (0:0) |                 | Stadion LFF, Wilno Widzów: 3 176 Sędzia: Sandi Putros |

| 28 lipca 2025 | KuPS Kuopio | 1:0   | Milsami Orgiejów |                                                                    |
| 17:00 CEST    | Ruoppi 73'  | (0:0) |                  | Magnum Areena, Kuopio Widzów: 2 316 Sędzia: Vitālijs Spasjoņņikovs |

| 38 lipca 2025 | The New Saints F.C. | 0:0   | Szkendija Tetowo |                                                        |
| 20:00 CEST    |                     | (0:0) |                  | Park Hall, Oswestry Widzów: 1 090 Sędzia: Rob Hennessy |

| 48 lipca 2025 | Iberia 1999 | 1:3   | Malmö FF                           |                                                                                |
| 18:00 CEST    | Rušević 86' | (0:1) | 8' Busanello · 58' Bolin · 70' Ali | Stadion im. Micheila Meschiego, Tbilisi Widzów: 7 449 Sędzia: Igor Stojczewski |

| 58 lipca 2025 | Levadia Tallinn | 0:1   | FK RFS         |                                                         |
| 18:30 CEST    |                 | (0:0) | 56' (k.) Panić | A. Le Coq Arena, Tallinn Widzów: 2 895 Sędzia: Tom Owen |

| 68 lipca 2025 | Drita Gnjilane | 1:0   | FC Differdange 03 |                                                                            |
| 20:00 CEST    | Manaj 74'      | (0:0) |                   | Stadion im. Fadila Vokrriego, Prisztina Widzów: 4 156 Sędzia: Zorbay Küçük |

| 78 lipca 2025 | Víkingur Gøta                       | 2:3   | Lincoln Red Imps                  |                                                        |
| 20:00 CEST    | Johansen 28' · Vatnhamar 45+4' (k.) | (2:3) | 19', 31' Lopes · 38' (k.) De Barr | Djúpumýra, Klaksvík Widzów: 740 Sędzia: Lothar D'hondt |

| 88 lipca 2025 | Egnatia Rrogozhinë | 1:0   | Breiðablik |                                                                     |
| 21:00 CEST    | Gruda 90+2'        | (0:0) |            | Stadiumi Hasan Zyla, Rrogozhinë Widzów: 3 563 Sędzia: Antoni Bandić |

| 99 lipca 2025 | Shelbourne FC | 1:0   | Linfield F.C. |                                                       |
| 20:45 CEST    | Odubeko 58'   | (0:0) |               | Tolka Park, Dublin Widzów: 3 655 Sędzia: Luis Godinho |

| 109 lipca 2025 | FCSB                                              | 3:1   | Inter Club d’Escaldes |                                                                   |
| 19:30 CEST     | Miculescu 37' · Olaru 45+3' (k.) · Ștefănescu 53' | (2:0) | 65' Rafinha           | Stadionul Steaua, Bukareszt Widzów: 13 080 Sędzia: Danilo Nikolić |

| 118 lipca 2025 | AC Virtus | 0:2   | Zrinjski Mostar       |                                                                 |
| 21:00 CEST     |           | (0:1) | 45' (k.), 79' Bilbija | San Marino Stadium, Serravalle Widzów: 864 Sędzia: Roman Jitari |

| 128 lipca 2025 | Olimpija Lublana | 1:1   | Kajrat Ałmaty |                                                                  |
| 19:00 CEST     | Pinto 66'        | (0:0) | 59' Satpaev   | Stadion Stožice, Lublana Widzów: 4 877 Sędzia: Christos Vergetis |

| 138 lipca 2025 | Noah Erywań    | 1:0   | Budućnost Podgorica |                                                             |
| 18:00 CEST     | Oulad Omar 68' | (0:0) |                     | Stadion Kotajk, Abowian Widzów: 2 905 Sędzia: Wolen Czinkow |

| 149 lipca 2025 | Łudogorec Razgrad | 1:0   | Dynama Mińsk |                                                                          |
| 19:30 CEST     | Kaloč 87'         | (0:0) |              | Łudogorec Arena, Razgrad Widzów: 4 522 Sędzia: Christian-Petru Ciochirca |

### Rewanże
| 115 lipca 2025 | Ħamrun Spartans | 2:0 (pd. k. 11:10)        | Žalgiris Wilno |                                                                    |
| 19:00 CEST     | Thioune 35' · Mbong 41' | (2:0, 2:0, 2:0, k. 11:10) | | Centenary Stadium, Ta’ Qali Widzów: 1 247 Sędzia: Matteo Mercenaro |
| 19:00 CEST     | · Emerson · Čađenović · El Fanis · Polito · Jonny · Thioune · Micallef · Camenzuli · Bjeličić · Bonello · Emerson · Jonny · Polito · Čađenović | Rzuty karne               | · Antal · Salčinovic · Moutachy · Ofori · Mihajlović · Dumančić · Youla · Devens · Lukasevič · Olses · Antal · Salčinovic · Moutachy · Ofori | Centenary Stadium, Ta’ Qali Widzów: 1 247 Sędzia: Matteo Mercenaro |

| 215 lipca 2025 | Milsami Orgiejów | 0:0   | KuPS Kuopio |                                                                                |
| 19:00 CEST     |                  | (0:0) |             | Complexul Sportiv Raional Orhei, Orgiejów Widzów: 3 105 Sędzia: Mihály Káprály |

| 315 lipca 2025 | Szkendija Tetowo                 | 2:1 (pd.)       | The New Saints F.C. |                                                                               |
| 20:00 CEST     | Tamba 18' · Bodenham 116' (sam.) | (1:1, 1:1, 1:1) | 38' J. Williams     | Nacionałna Arena „Toše Proeski”, Skopje Widzów: 2 589 Sędzia: Sayat Karabayev |

| 415 lipca 2025 | Malmö FF                   | 3:1   | Iberia 1999    |                                                                 |
| 19:00 CEST     | Ali 55', 89' · Jansson 60' | (0:0) | 90+3' Dzagania | Swedbank Stadion, Malmö Widzów: 13 819 Sędzia: Romain Lissorgue |

| 515 lipca 2025 | FK RFS    | 1:0   | Levadia Tallinn |                                                               |
| 19:00 CEST     | Panić 68' | (0:0) |                 | LNK Sporta Parks, Ryga Widzów: 1 700 Sędzia: Andrei Chivulete |

| 615 lipca 2025 | FC Differdange 03           | 2:3   | Drita Gnjilane              |                                                                               |
| 20:00 CEST     | Brusco 28' · Hadji 90' (k.) | (1:2) | 4', 17' Manaj · 90+3' Tusha | Stade Municipal de la Ville, Oberkorn Widzów: 1 922 Sędzia: Wiktor Kopijewski |

| 715 lipca 2025 | Lincoln Red Imps | 1:0   | Víkingur Gøta |                                                                  |
| 17:30 CEST     | De Barr 90+6'    | (0:0) |               | Europa Point Stadium, Gibraltar Widzów: 758 Sędzia: Ben Mcmaster |

| 815 lipca 2025 | Breiðablik                                                    | 5:0   | Egnatia Rrogozhinë |                                                                 |
| 21:00 CEST     | Thorsteinsson 16', 27' · V. Einarsson 23', 38' · Ómarsson 69' | (4:0) |                    | Kópavogsvöllur, Kópavogur Widzów: 1 150 Sędzia: David Dickinson |

| 916 lipca 2025 | Linfield F.C.      | 1:1   | Shelbourne FC |                                                           |
| 20:45 CEST     | Shields 45+3' (k.) | (1:1) | 25' Coote     | Windsor Park, Belfast Widzów: 7 137 Sędzia: Andrew Madley |

| 1015 lipca 2025 | Inter Club d’Escaldes   | 2:1   | FCSB          |                                                              |
| 20:30 CEST      | Andreu 67' · Llovet 88' | (0:0) | 51' Radunović | Estadi de la FAF, Encamp Widzów: 509 Sędzia: Ishmael Barbara |

| 1115 lipca 2025 | Zrinjski Mostar         | 2:1   | AC Virtus           |                                                                           |
| 21:00 CEST      | Mamić 40' · Bilbija 75' | (1:0) | 90+2' (k.) Scappini | Stadion pod Bijelim brijegom, Mostar Widzów: 4 600 Sędzia: Visar Kastrati |

| 1215 lipca 2025 | Kajrat Ałmaty              | 2:0   | Olimpija Lublana |                                                                   |
| 17:00 CEST      | Jorginho 5' · Mrynskiy 31' | (2:0) |                  | Stadion Centralny, Ałmaty Widzów: 22 800 Sędzia: Matteo Marchetti |

| 1315 lipca 2025 | Budućnost Podgorica        | 2:2   | Noah Erywań               |                                                                          |
| 21:00 CEST      | Ivanović 68' · Grbić 90+1' | (0:2) | 6' Oulad Omar · 29' Grgić | Stadion Pod Goricom, Podgorica Widzów: 6 150 Sędzia: Matthias Jöllenbeck |

| 1416 lipca 2025 | Dynama Mińsk                | 2:2 (pd.)       | Łudogorec Razgrad      |                                                                              |
| 20:45 CEST      | Djimet 54' · Pedro Igor 62' | (0:1, 2:1, 2:2) | 41' Marcus · 100' Bile | Mezőkövesdi Városi Stadion, Mezőkövesd Widzów: 0 Sędzia: Goga Kikacheishvili |

## II runda kwalifikacyjna
Od tej rundy turniej kwalifikacyjny został podzielony na 2 części – dla mistrzów i niemistrzów poszczególnych federacji:
- do startu w II rundzie kwalifikacyjnej dla mistrzów uprawnione będą 24 drużyn (w tym 14 zwycięzców I rundy), z czego 12 będzie rozstawionych;
- do startu w II rundzie kwalifikacyjnej w ścieżce ligowej uprawnione będą 4 drużyny, z czego 2 będą rozstawione.

Drużyny, które przegrają w tej rundzie, otrzymają prawo gry w III rundzie kwalifikacyjnej Ligi Europy UEFA.

### Podział na koszyki
Uwaga: Losowanie II rundy kwalifikacyjnej odbyło się przed zakończeniem I rundy kwalifikacyjnej, więc rozstawienia dokonano przyjmując założenie, że awans uzyska drużyna z najwyższym współczynnikiem w poprzedniej rundzie. W przypadku awansu, którejś z drużyn nierozstawionej, w II rundzie przejmuje ona współczynnik najwyżej rozstawionego rywala.

#### Oznaczenia:
| Drużyny, które awansowały z I rundy eliminacyjnej zachowując swój współczynnik. |

| Drużyny, które zaczęły rywalizację od II rundy eliminacyjnej. |

| Drużyny, które awansowały z I rundy eliminacyjnej, przejmując współczynnik rywala. |

#### Ścieżka mistrzowska:
| Grupa 1                | Grupa 1 |
| ---------------------- | ------- |
| Drużyny rozstawione    |         |
| Drużyna                | Wsp.    |
| FK Crvena zvezda       | 44.000  |
| Maccabi Tel Awiw       | 37.500  |
| Dynamo Kijów           | 23.500  |
| Malmö FF               | 14.500  |
| Drużyny nierozstawione |         |
| Drużyna                | Wsp.    |
| Ħamrun Spartans        | 12.000  |
| Pafos FC               | 11.125  |
| FK RFS                 | 11.000  |
| Lincoln Red Imps       | 10.000  |

| Grupa 2                | Grupa 2 |
| ---------------------- | ------- |
| Drużyny rozstawione    |         |
| Drużyna                | Wsp.    |
| FC Kopenhaga           | 44.875  |
| Ferencvárosi TC        | 39.000  |
| Łudogorec Razgrad      | 24.000  |
| Lech Poznań            | 19.000  |
| Drużyny nierozstawione |         |
| Drużyna                | Wsp.    |
| HNK Rijeka             | 12.000  |
| Drita Gnjilane         | 9.000   |
| Breiðablik             | 9.000   |
| Noah Erywań            | 8.000   |

| Grupa 3                | Grupa 3 |
| ---------------------- | ------- |
| Drużyny rozstawione    |         |
| Drużyna                | Wsp.    |
| Slovan Bratysława      | 33.500  |
| Qarabağ FK             | 32.000  |
| FCSB                   | 22.500  |
| Kajrat Ałmaty          | 17.375  |
| Drużyny nierozstawione |         |
| Drużyna                | Wsp.    |
| Zrinjski Mostar        | 10.000  |
| KuPS Kuopio            | 10.000  |
| Szkendija Tetowo       | 9.000   |
| Shelbourne F.C.        | 8.500   |

#### Ścieżka ligowa:
| Drużyny rozstawione    |        |
| Drużyna                | Wsp.   |
| Rangers F.C.           | 71.250 |
| Red Bull Salzburg      | 48.000 |
| Viktoria Pilzno        | 39.250 |
| Drużyny nierozstawione |        |
| Drużyna                | Wsp.   |
| Panathinaikos AO       | 16.000 |
| Servette FC            | 11.500 |
| SK Brann               | 7.937  |

### Pary II rundy kwalifikacyjnej
| Drużyna 1           | Wynik dwumeczu | Drużyna 2         | Pierwszy mecz | Drugi mecz  |
| ------------------- | -------------- | ----------------- | ------------- | ----------- |
| Ścieżka mistrzowska |                |                   |               |             |
| FK RFS              | 1:5            | Malmö FF          | 1:4           | 0:1         |
| Ħamrun Spartans     | 0:6            | Dynamo Kijów      | 0:3           | 0:3         |
| Pafos FC            | 2:1            | Maccabi Tel Awiw  | 1:1           | 1:0         |
| Lincoln Red Imps    | 1:6            | FK Crvena zvezda  | 0:1           | 1:5         |
| Noah Erywań         | 4:6            | Ferencvárosi TC   | 1:2           | 3:4         |
| Lech Poznań         | 8:1            | Breiðablik        | 7:1           | 1:0         |
| FC Kopenhaga        | 3:0            | Drita Gnjilane    | 2:0           | 1:0         |
| HNK Rijeka          | 1:3            | Łudogorec Razgrad | 0:0           | 1:3 (dogr.) |
| Szkendija Tetowo    | 3:1            | FCSB              | 1:0           | 2:1         |
| Slovan Bratysława   | 6:2            | Zrinjski Mostar   | 4:0           | 2:2         |
| Shelbourne FC       | 0:4            | Qarabağ FK        | 0:3           | 0:1         |
| KuPS Kuopio         | 2:3            | Kajrat Ałmaty     | 2:0           | 0:3         |
| Ścieżka ligowa      |                |                   |               |             |
| SK Brann            | 2:5            | Red Bull Salzburg | 1:4           | 1:1         |
| Viktoria Pilzno     | 3:2            | Servette FC       | 0:1           | 3:1         |
| Rangers             | 3:1            | Panathinaikos AO  | 2:0           | 1:1         |

### Pierwsze mecze

#### Ścieżka mistrzowska
| 122 lipca 2025 | FK RFS      | 1:4   | Malmö FF                                                          |                                                              |
| 19:00 CEST     | Lemajić 40' | (1:2) | 13' Rosengren · 35' Jansson · 58' Hakšabanović · 88' (k.) Johnsen | LNK Sporta Parks, Ryga Widzów: 1 674 Sędzia: Miloš Milanović |

| 222 lipca 2025 | Ħamrun Spartans | 0:3   | Dynamo Kijów                              |                                                                  |
| 19:00 CEST     |                 | (0:1) | 13' Wanat · 76' Bujalski · 90+2' Wołoszyn | Hibernians Stadium, Paola Widzów: 1 760 Sędzia: Cesar Soto Grado |

| 322 lipca 2025 | Pafos FC        | 1:1   | Maccabi Tel Awiw |                                                               |
| 19:00 CEST     | Bassouamina 81' | (0:0) | 90+10' Madmon    | Limassol Arena, Limassol Widzów: 4 557 Sędzia: Mykoła Bałakin |

| 422 lipca 2025 | Lincoln Red Imps | 0:1   | FK Crvena zvezda |                                                                |
| 18:00 CEST     |                  | (0:1) | 30' Duarte       | Europa Point Stadium, Gibraltar Widzów: 622 Sędzia: Damian Kos |

| 522 lipca 2025 | Noah Erywań           | 1:2   | Ferencvárosi TC         |                                                                            |
| 18:00 CEST     | Gartenmann 36' (sam.) | (1:1) | 44' O'Dowda · 49' Varga | Stadion Kotajk, Abowian Widzów: 2 800 Sędzia: Ricardo de Burgos Bengoetxea |

| 622 lipca 2025 | Lech Poznań                                                                                    | 7:1   | Breiðablik            |                                                               |
| 20:30 CEST     | Milić 4' · Ishak 37' (k.), 45+3' (k.), 85' (k.) · Pereira 42' · Bengtsson 45+6' · Jagiełło 77' | (5:1) | 28' (k.) Gunnlaugsson | Stadion Poznań, Poznań Widzów: 24 859 Sędzia: Jasper Vergoote |

| 722 lipca 2025 | FC Kopenhaga                | 2:0   | Drita Gnjilane |                                                        |
| 19:00 CEST     | Mattsson 69' (k.), 76' (k.) | (0:0) |                | Parken, Kopenhaga Widzów: 17 897 Sędzia: Martin Matoša |

| 822 lipca 2025 | HNK Rijeka | 0:0   | Łudogorec Razgrad |                                                               |
| 20:45 CEST     |            | (0:0) |                   | Stadion Rujevica, Rijeka Widzów: 7 731 Sędzia: Elchin Masiyev |

| 922 lipca 2025 | Szkendija Tetowo | 1:0   | FCSB |                                                                                |
| 20:00 CEST     | Alhassan 65'     | (0:0) |      | Nacionałna Arena „Toše Proeski”, Skopje Widzów: 4 438 Sędzia: Nathan Verboomen |

| 1022 lipca 2025 | Slovan Bratysława                                             | 4:0   | Zrinjski Mostar |                                                                              |
| 20:15 CEST      | Barseghian 40' · Strelec 42' · Tolić 62' · Kuchariewycz 90+3' | (2:0) |                 | Národný futbalový štadión, Bratysława Widzów: 18 257 Sędzia: Jérémie Pignard |

| 1123 lipca 2025 | Shelbourne FC | 0:3   | Qarabağ FK                                  |                                                      |
| 20:45 CEST      |               | (0:1) | 13' Andrade · 81' Kaszczuk · 85' Akhundzade | Tolka Park, Dublin Widzów: 3 650 Sędzia: Ante Čulina |

| 1222 lipca 2025 | KuPS Kuopio             | 2:0   | Kajrat Ałmaty |                                                                  |
| 17:00 CEST      | Toure 49' · Oksanen 71' | (0:0) |               | Magnum Areena, Kuopio Widzów: 2 912 Sędzia: Alejandro Muñiz Ruiz |

#### Ścieżka ligowa
| 123 lipca 2025 | SK Brann      | 1:4   | Red Bull Salzburg                                                 |                                                                 |
| 19:00 CEST     | Magnússon 20' | (1:0) | 58' Dorgeles · 61' Onisiwo · 87' Vertessen · 90+2' (k.) Kjærgaard | Brann Stadion, Bergen Widzów: 14 587 Sędzia: Damian Sylwestrzak |

| 222 lipca 2025 | Viktoria Pilzno | 0:1   | Servette FC |                                                              |
| 19:00 CEST     |                 | (0:1) | 13' Mráz    | Doosan Arena, Pilzno Widzów: 11 055 Sędzia: Nikola Dabanović |

| 322 lipca 2025 | Rangers                  | 2:0   | Panathinaikos AO |                                                              |
| 20:45 CEST     | Curtis 52' · Gassama 78' | (0:0) |                  | Ibrox Stadium, Glasgow Widzów: 49 548 Sędzia: Donatas Rumšas |

### Rewanże

#### Ścieżka mistrzowska
| 130 lipca 2025 | Malmö FF         | 1:0   | FK RFS |                                                           |
| 19:00 CEST     | Hakšabanović 25' | (1:0) |        | Swedbank Stadion, Malmö Widzów: 14 225 Sędzia: Joey Kooij |

| 229 lipca 2025 | Dynamo Kijów                          | 3:0   | Ħamrun Spartans |                                                           |
| 20:00 CEST     | Wanat 28' · Brażko 35' · Mychawko 82' | (2:0) |                 | Arena Lublin, Lublin Widzów: 2 035 Sędzia: Jakob Sundberg |

| 330 lipca 2025 | Maccabi Tel Awiw | 0:1   | Pafos FC |                                                           |
| 20:00 CEST     |                  | (0:1) | 40' Jajá | TSC Arena, Bačka Topola Widzów: 654 Sędzia: Radu Petrescu |

| 429 lipca 2025 | FK Crvena zvezda                                             | 5:1   | Lincoln Red Imps |                                                                     |
| 21:00 CEST     | Katai 8' · Ivanić 16' · Duarte 37' · Milson 44' · Ndiaye 75' | (4:0) | 53' De Barr      | Stadion Crvena zvezda, Belgrad Widzów: 31 241 Sędzia: António Nobre |

| 530 lipca 2025 | Ferencvárosi TC                                           | 4:3   | Noah Erywań                        |                                                               |
| 20:00 CEST     | Pešić 1' · Joseph 12' · Zachariassen 52' (k.) · Varga 74' | (2:2) | 7' Ferreira · 22' Aiás · 71' Grgić | Groupama Aréna, Budapeszt Widzów: 17 039 Sędzia: Robert Jones |

| 630 lipca 2025 | Breiðablik | 0:1   | Lech Poznań |                                                               |
| 20:30 CEST     |            | (0:1) | 29' Ishak   | Kópavogsvöllur, Kópavogur Widzów: 1 471 Sędzia: Adam Ladebäck |

| 729 lipca 2025 | Drita Gnjilane | 0:1   | FC Kopenhaga  |                                                                               |
| 20:00 CEST     |                | (0:1) | 42' Cornelius | Stadion im. Fadila Vokrriego, Prisztina Widzów: 7 255 Sędzia: Miguel Nogueira |

| 830 lipca 2025 | Łudogorec Razgrad                                | 3:1 (pd.)       | HNK Rijeka |                                                            |
| 19:30 CEST     | Piotrowski 19' (k.) · Czoczew 107' · Ivanov 117' | (1:0, 1:1, 1:1) | 71' Gojak  | Łudogorec Arena, Razgrad Widzów: 6 382 Sędzia: John Beaton |

| 930 lipca 2025 | FCSB        | 1:2   | Szkendija Tetowo           |                                                                       |
| 19:30 CEST     | Cisotti 28' | (1:1) | 33' Latifi · 87' Krstevski | Stadionul Steaua, Bukareszt Widzów: 32 457 Sędzia: Oleksij Derewinski |

| 1029 lipca 2025 | Zrinjski Mostar                | 2:2   | Slovan Bratysława |                                                                           |
| 21:00 CEST      | Bilbija 72' (k.) · Pranjić 76' | (0:0) | 80', 87' Strelec  | Stadion pod Bijelim brijegom, Mostar Widzów: 4 100 Sędzia: Arda Kardeşler |

| 1130 lipca 2025 | Qarabağ FK        | 1:0   | Shelbourne FC |                                                                                        |
| 18:00 CEST      | Martin 44' (sam.) | (1:0) |               | Stadion Republikański im. Tofiqa Bəhramova, Baku Widzów: 25 573 Sędzia: Andrea Colombo |

| 1229 lipca 2025 | Kajrat Ałmaty                           | 3:0   | KuPS Kuopio |                                                                     |
| 17:00 CEST      | Satpaev 9' · Jorginho 29' · Gromyko 43' | (3:0) |             | Stadion Centralny, Ałmaty Widzów: 22 800 Sędzia: Radoslav Gidzhenov |

#### Ścieżka ligowa
| 130 lipca 2025 | Red Bull Salzburg | 1:1   | SK Brann   |                                                                |
| 20:45 CEST     | Kjærgaard 6'      | (1:1) | 3' Kornvig | Red Bull Arena, Salzburg Widzów: 11 949 Sędzia: Rade Obrenović |

| 230 lipca 2025 | Servette FC | 1:3   | Viktoria Pilzno                             |                                                                     |
| 21:00 CEST     | Antunes 4'  | (1:2) | 29' Spáčil · 31' Vydra · 87' (k.) Durosinmi | Stade de Genève, Genewa Widzów: 11 716 Sędzia: Alejandro Muñiz Ruiz |

| 330 lipca 2025 | Panathinaikos AO | 1:1   | Rangers     |                                                               |
| 20:00 CEST     | Đuričić 54'      | (0:0) | 60' Gassama | Stadion Olimpijski, Ateny Widzów: 36 121 Sędzia: Simone Sozza |

## III runda kwalifikacyjna
W tej rundzie kwalifikacji utrzymany został podział na 2 ścieżki – mistrzowską i ligową:
- do startu w III rundzie kwalifikacyjnej dla mistrzów uprawnionych będzie 12 drużyn (w tym 12 zwycięzców II rundy), z czego 6 będzie rozstawionych;
- do startu w III rundzie kwalifikacyjnej w ścieżce ligowej uprawnionych będzie 8 drużyn (w tym 2 zwycięzców II rundy), z czego 4 będą rozstawione.

Drużyny, które przegrają w tej rundzie, w ścieżce mistrzowskiej otrzymają prawo gry w rundzie play-off eliminacji do Ligi Europy UEFA, natomiast w ścieżce ligowej w fazie ligowej Ligi Europy UEFA.

### Podział na koszyki
Uwaga: Losowanie III rundy kwalifikacyjnej odbyło się przed zakończeniem II rundy kwalifikacyjnej, więc rozstawienia dokonano przyjmując założenie, że awans uzyska drużyna z najwyższym współczynnikiem w poprzedniej rundzie. W przypadku awansu, którejś z drużyn nierozstawionej, w III rundzie przejmuje ona współczynnik najwyżej rozstawionego rywala.

#### Oznaczenia:
| Drużyny, które awansowały z II rundy eliminacyjnej zachowując swój współczynnik. |

| Drużyny, które zaczęły rywalizację od III rundy eliminacyjnej. |

| Drużyny, które awansowały z II rundy eliminacyjnej, przejmując współczynnik rywala. |

#### Ścieżka mistrzowska:
| Grupa 1                | Grupa 1 |
| ---------------------- | ------- |
| Drużyny rozstawione    |         |
| Drużyna                | Wsp.    |
| FC Kopenhaga           | 44.875  |
| FK Crvena zvezda       | 44.000  |
| Slovan Bratysława      | 33.500  |
| Drużyny nierozstawione |         |
| Drużyna                | Wsp.    |
| Lech Poznań            | 19.000  |
| Malmö FF               | 14.500  |
| Kajrat Ałmaty          | 10.000  |

| Grupa 2                | Grupa 2 |
| ---------------------- | ------- |
| Drużyny rozstawione    |         |
| Drużyna                | Wsp.    |
| Ferencvárosi TC        | 39.000  |
| Pafos FC               | 37.500  |
| Qarabağ FK             | 32.000  |
| Drużyny nierozstawione |         |
| Drużyna                | Wsp.    |
| Łudogorec Razgrad      | 24.000  |
| Dynamo Kijów           | 23.500  |
| Szkendija Tetowo       | 22.500  |

#### Ścieżka ligowa:
| Drużyny rozstawione    |        |
| Drużyna                | Wsp.   |
| SL Benfica             | 87.750 |
| Club Brugge            | 71.750 |
| Rangers F.C.           | 71.250 |
| Feyenoord              | 71.000 |
| Drużyny nierozstawione |        |
| Drużyna                | Wsp.   |
| Red Bull Salzburg      | 48.000 |
| Fenerbahçe SK          | 47.250 |
| Viktoria Pilzno        | 39.250 |
| OGC Nice               | 20.000 |

### Pary III rundy kwalifikacyjnej
| Drużyna 1           | Wynik dwumeczu | Drużyna 2         | Pierwszy mecz | Drugi mecz  |
| ------------------- | -------------- | ----------------- | ------------- | ----------- |
| Ścieżka mistrzowska |                |                   |               |             |
| Malmö FF            | 0:5            | FC Kopenhaga      | 0:0           | 0:5         |
| Kajrat Ałmaty       | 1:1 (4:3 k.)   | Slovan Bratysława | 1:0           | 0:1 (dogr.) |
| Lech Poznań         | 2:4            | FK Crvena zvezda  | 1:3           | 1:1         |
| Łudogorec Razgrad   | 0:3            | Ferencvárosi TC   | 0:0           | 0:3         |
| Dynamo Kijów        | 0:3            | Pafos FC          | 0:1           | 0:2         |
| Szkendija Tetowo    | 1:6            | Qarabağ FK        | 0:1           | 1:5         |
| Ścieżka ligowa      |                |                   |               |             |
| Red Bull Salzburg   | 2:4            | Club Brugge       | 0:1           | 2:3         |
| Rangers             | 4:2            | Viktoria Pilzno   | 3:0           | 1:2         |
| OGC Nice            | 0:4            | SL Benfica        | 0:2           | 0:2         |
| Feyenoord           | 4:6            | Fenerbahçe SK     | 2:1           | 2:5         |

### Pierwsze mecze

#### Ścieżka mistrzowska
| 15 sierpnia 2025 | Malmö FF | 0:0   | FC Kopenhaga |                                                              |
| 19:00 CEST       |          | (0:0) |              | Swedbank Stadion, Malmö Widzów: 20 175 Sędzia: João Pinheiro |

| 26 sierpnia 2025 | Kajrat Ałmaty           | 1:0   | Slovan Bratysława |                                                                   |
| 17:00 CEST       | Dastan Satpaev 90' (k.) | (0:0) |                   | Stadion Centralny, Ałmaty Widzów: 22 800 Sędzia: Serdar Gözübüyük |

| 36 sierpnia 2025 | Lech Poznań | 1:3   | FK Crvena zvezda            |                                                              |
| 20:30 CEST       | Ishak 34'   | (1:1) | Krunić 9', 51' · Duarte 73' | Stadion Poznań, Poznań Widzów: 39 743 Sędzia: Tobias Stieler |

| 46 sierpnia 2025 | Łudogorec Razgrad | 0:0   | Ferencvárosi TC |                                                            |
| 19:30 CEST       |                   | (0:0) |                 | Łudogorec Arena, Razgrad Widzów: 6 746 Sędzia: Espen Eskås |

| 55 sierpnia 2025 | Dynamo Kijów | 0:1   | Pafos FC     |                                                           |
| 21:00 CEST       |              | (0:0) | 84' Anderson | Arena Lublin, Lublin Widzów: 2 020 Sędzia: Sandro Schärer |

| 65 sierpnia 2025 | Szkendija Tetowo | 0:1   | Qarabağ FK        |                                                                              |
| 20:00 CEST       |                  | (0:1) | 18' (k.) Bayramov | Nacionałna Arena „Toše Proeski”, Skopje Widzów: 15 930 Sędzia: Ivan Kružliak |

#### Ścieżka ligowa
| 16 sierpnia 2025 | Red Bull Salzburg | 0:1   | Club Brugge |                                                                 |
| 19:00 CEST       |                   | (0:0) | 75' Vermant | Red Bull Arena, Salzburg Widzów: 12 782 Sędzia: Srđan Jovanović |

| 25 sierpnia 2025 | Rangers                             | 3:0   | Viktoria Pilzno |                                                              |
| 20:45 CEST       | Gassama 15', 51' · Dessers 45' (k.) | (2:0) |                 | Ibrox Stadium, Glasgow Widzów: 45 730 Sędzia: Clément Turpin |

| 36 sierpnia 2025 | OGC Nice | 0:2   | SL Benfica                    |                                                              |
| 21:00 CEST       |          | (0:0) | 53' Ivanović · 88' Florentino | Allianz Riviera, Nicea Widzów: 26 443 Sędzia: Michael Oliver |

| 46 sierpnia 2025 | Feyenoord                      | 2:1   | Fenerbahçe SK |                                                                   |
| 21:00 CEST       | Timber 19' · Hadj Moussa 90+1' | (1:0) | 86' Amrabat   | Stadion Feijenoord, Rotterdam Widzów: 42 180 Sędzia: Glenn Nyberg |

### Rewanże

#### Ścieżka mistrzowska
| 112 sierpnia 2025 | FC Kopenhaga                                                   | 5:0   | Malmö FF |                                                                |
| 19:00 CEST        | Huescas 31' · Robert 43', 69' · Elyounoussi 51' · Mattsson 67' | (2:0) |          | Parken, Kopenhaga Widzów: 34 233 Sędzia: José Sánchez Martínez |

| 212 sierpnia 2025 | Slovan Bratysława                                        | 1:0 (pd. k. 3:4)        | Kajrat Ałmaty                                             |                                                                             |
| 20:15 CEST        | Mak 30'                                                  | (1:0, 1:0, 1:0, k. 3:4) |                                                           | Národný futbalový štadión, Bratysława Widzów: 21 005 Sędzia: Benoît Bastien |
| 20:15 CEST        | · Tolić · Pokorný · Kuchariewycz · Mustafić · Barseghian | Rzuty karne             | · Gromyko · Martynowicz · Ricardinho · Sorokin · Jorginho | Národný futbalový štadión, Bratysława Widzów: 21 005 Sędzia: Benoît Bastien |

| 312 sierpnia 2025 | FK Crvena zvezda  | 1:1   | Lech Poznań |                                                                         |
| 21:00 CEST        | Ndiaye 45+1' (k.) | (1:0) | 90+3' Ishak | Stadion Crvena zvezda, Belgrad Widzów: 45 371 Sędzia: François Letexier |

| 412 sierpnia 2025 | Ferencvárosi TC             | 3:0   | Łudogorec Razgrad |                                                                                |
| 20:15 CEST        | Varga 38', 79' · Szalai 86' | (1:0) |                   | Groupama Aréna, Budapeszt Widzów: 19 111 Sędzia: Alejandro Hernández Hernández |

| 512 sierpnia 2025 | Pafos FC               | 2:0   | Dynamo Kijów |                                                             |
| 19:00 CEST        | Oršić 2' · Correia 55' | (1:0) |              | Limassol Arena, Limassol Widzów: 7 601 Sędzia: Davide Massa |

| 612 sierpnia 2025 | Qarabağ FK                                                                    | 5:1   | Szkendija Tetowo |                                                                                        |
| 18:00 CEST        | Cake 16' (sam.) · Kady 18' · Akhundzade 33' · Janković 35' (k.) · Andrade 59' | (4:1) | 10' Tamba        | Stadion Republikański im. Tofiqa Bəhramova, Baku Widzów: 30 252 Sędzia: Danny Makkelie |

#### Ścieżka ligowa
| 112 sierpnia 2025 | Club Brugge                          | 3:2   | Red Bull Salzburg          |                                                                 |
| 19:30 CEST        | Seys 61' · Forbs 83' · Vanaken 90+4' | (0:2) | 18' Rasmussen · 43' Baidoo | Jan Breydel Stadion, Brugia Widzów: 23 736 Sędzia: Irfan Peljto |

| 212 sierpnia 2025 | Viktoria Pilzno              | 2:1   | Rangers     |                                                              |
| 19:00 CEST        | Durosinmi 41' · Marković 83' | (1:0) | 61' Cameron | Doosan Arena, Pilzno Widzów: 11 341 Sędzia: Szymon Marciniak |

| 312 sierpnia 2025 | SL Benfica                    | 2:0   | OGC Nice |                                                            |
| 21:00 CEST        | Aursnes 19' · Schjelderup 27' | (2:0) |          | Estádio da Luz, Lizbona Widzów: 64 511 Sędzia: Marco Guida |

| 412 sierpnia 2025 | Fenerbahçe SK                                                      | 5:2   | Feyenoord         |                                                                          |
| 19:00 CEST        | Brown 44' · Durán 45+2' · Fred 55' · En-Nesyri 83' · Talisca 90+6' | (2:1) | 41', 89' Watanabe | Fenerbahçe Şükrü Saracoğlu, Stambuł Widzów: 39 497 Sędzia: István Kovács |

## Runda play-off
W tej rundzie kwalifikacji utrzymany został podział na 2 ścieżki – mistrzowską i ligową:
- do startu w rundzie play-off w ścieżce mistrzowskiej uprawnionych będzie 10 drużyn (w tym 6 zwycięzców III rundy), z czego 5 będzie rozstawionych;
- do startu w rundzie play-off w ścieżce ligowej uprawnione będą 4 drużyny (zwycięzcy III rundy), z czego 2 będą rozstawione.

Drużyny, które przegrają w tej rundzie, otrzymają prawo gry w fazie ligowej Ligi Europy UEFA.

### Podział na koszyki
Uwaga: Losowanie rundy play-off odbyło się przed zakończeniem III rundy kwalifikacyjnej, więc rozstawienia dokonano przyjmując założenie, że awans uzyska drużyna z najwyższym współczynnikiem w poprzedniej rundzie. W przypadku awansu, którejś z drużyn nierozstawionej, w rundzie play-off przejmuje ona współczynnik najwyżej rozstawionego rywala.

#### Oznaczenia:
| Drużyny, które awansowały z III rundy eliminacyjnej zachowując swój współczynnik. |

| Drużyny, które zaczęły rywalizację od rundy play-off. |

| Drużyny, które awansowały z III rundy eliminacyjnej, przejmując współczynnik rywala. |

#### Ścieżka mistrzowska:
| Drużyny rozstawione    |        |
| Drużyna                | Wsp.   |
| FK Bodø/Glimt          | 49.000 |
| FC Kopenhaga           | 44.875 |
| FK Crvena zvezda       | 44.000 |
| Ferencvárosi TC        | 39.000 |
| Celtic                 | 38.000 |
| Drużyny nierozstawione |        |
| Drużyna                | Wsp.   |
| Kajrat Ałmaty          | 33.500 |
| FC Basel               | 33.000 |
| Qarabağ FK             | 32.000 |
| Pafos FC               | 23.500 |
| Sturm Graz             | 23.000 |

#### Ścieżka ligowa:
| Drużyny rozstawione    |        |
| Drużyna                | Wsp.   |
| SL Benfica             | 87.750 |
| Club Brugge            | 71.750 |
| Drużyny nierozstawione |        |
| Drużyna                | Wsp.   |
| Rangers F.C.           | 71.250 |
| Fenerbahçe SK          | 71.000 |

### Pary rundy play-off
| Drużyna 1           | Wynik dwumeczu | Drużyna 2     | Pierwszy mecz | Drugi mecz |
| ------------------- | -------------- | ------------- | ------------- | ---------- |
| Ścieżka mistrzowska |                |               |               |            |
| Ferencvárosi TC     | 1              | Qarabağ FK    | 1:3           | 27 sie     |
| FK Crvena zvezda    | 2              | Pafos FC      | 1:2           | 26 sie     |
| FK Bodø/Glimt       | 3              | Sturm Graz    | 20 sie        | 26 sie     |
| Celtic              | 4              | Kajrat Ałmaty | 20 sie        | 26 sie     |
| FC Basel            | 5              | FC Kopenhaga  | 20 sie        | 27 sie     |
| Ścieżka ligowa      |                |               |               |            |
| Fenerbahçe SK       | 1              | SL Benfica    | 20 sie        | 27 sie     |
| Rangers             | 2              | Club Brugge   | 1:3           | 27 sie     |

### Pierwsze mecze

#### Ścieżka mistrzowska
| 119 sierpnia 2025 | Ferencvárosi TC | 1:3   | Qarabağ FK                               |                                                 |
| 21:00 CEST        | Varga 29'       | (1:0) | 50' Janković · 67' Medina · 85' Qurbanlı | Groupama Aréna, Budapeszt Sędzia: João Pinheiro |

| 219 sierpnia 2025 | FK Crvena zvezda | 1:2   | Pafos FC                   |                                                                      |
| 21:00 CEST        | Duarte 58'       | (0:1) | 1' Correia · 52' (k.) Pêpê | Stadion Crvena zvezda, Belgrad Sędzia: Alejandro Hernández Hernández |

| 320 sierpnia 2025 | FK Bodø/Glimt | [ 81 ] | Sturm Graz |                                              |
| 21:00 CEST        |               |        |            | Aspmyra Stadion, Bodø Sędzia: Sandro Schärer |

| 420 sierpnia 2025 | Celtic | [ 82 ] | Kajrat Ałmaty |                                          |
| 21:00 CEST        |        |        |               | Celtic Park, Glasgow Sędzia: Espen Eskås |

| 520 sierpnia 2025 | FC Basel | [ 83 ] | FC Kopenhaga |                                                |
| 21:00 CEST        |          |        |              | St. Jakob-Park, Bazylea Sędzia: Anthony Taylor |

#### Ścieżka ligowa
| 120 sierpnia 2025 | Fenerbahçe SK | [ 84 ] | SL Benfica |                                                            |
| 21:00 CEST        |               |        |            | Fenerbahçe Şükrü Saracoğlu, Stambuł Sędzia: Daniel Siebert |

| 219 sierpnia 2025 | Rangers    | 1:3   | Club Brugge                            |                                                  |
| 21:00 CEST        | Danilo 50' | (0:3) | 3' Vermant · 7' Spileers · 20' Mechele | Ibrox Stadium, Glasgow Sędzia: François Letexier |

### Rewanże

#### Ścieżka mistrzowska
| 127 sierpnia 2025 | Qarabağ FK | [ 86 ] | Ferencvárosi TC |                                                  |
| 18:45 CEST        |            |        |                 | Stadion Republikański im. Tofiqa Bəhramova, Baku |

| 226 sierpnia 2025 | Pafos FC | [ 87 ] | FK Crvena zvezda |                          |
| 21:00 CEST        |          |        |                  | Limassol Arena, Limassol |

| 426 sierpnia 2025 | Kajrat Ałmaty | [ 89 ] | Celtic |                           |
| 18:45 CEST        |               |        |        | Stadion Centralny, Ałmaty |

| 527 sierpnia 2025 | FC Kopenhaga | [ 90 ] | FC Basel |                   |
| 21:00 CEST        |              |        |          | Parken, Kopenhaga |

#### Ścieżka ligowa
| 127 sierpnia 2025 | SL Benfica | [ 91 ] | Fenerbahçe SK |                         |
| 21:00 CEST        |            |        |               | Estádio da Luz, Lizbona |

| 227 sierpnia 2025 | Club Brugge | [ 92 ] | Rangers |                             |
| 21:00 CEST        |             |        |         | Jan Breydel Stadion, Brugia |